# Marat Schakirsjanowitsch Chusnullin

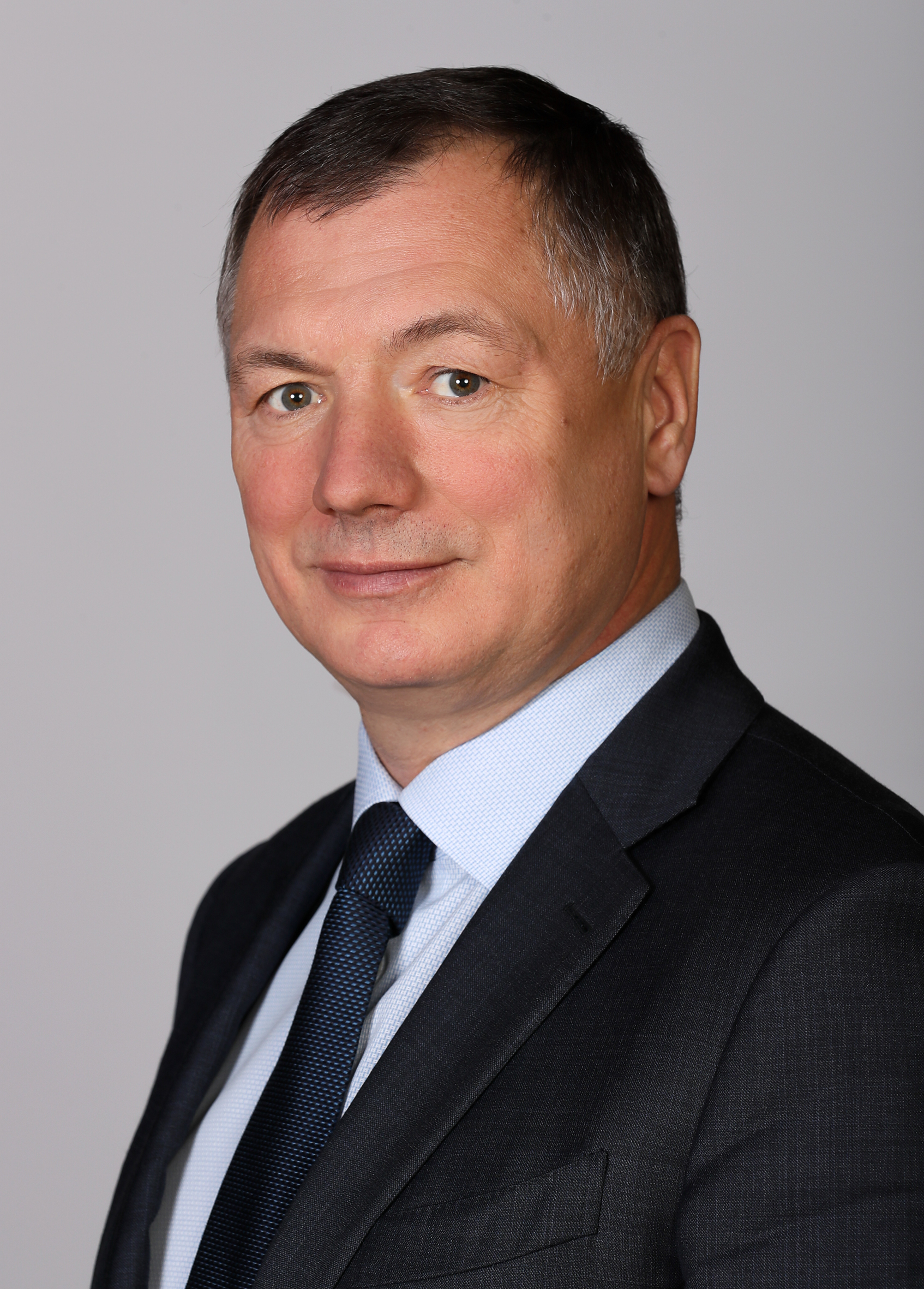
Marat Chusnullin (2020)

Marat Schakirsjanowitsch Chusnullin (russisch Марат Шакирзянович Хуснуллин; * 9. August 1966 in Kasan, Tatarische ASS) ist ein russischer Politiker, der seit 2020 als einer der stellvertretenden Ministerpräsidenten im Kabinett Mischustin für Bau und regionale Entwicklung zuständig ist. Zuvor war er von 2010 bis 2020 stellvertretender Bürgermeister von Moskau.

## Laufbahn

### Frühes Leben und Ausbildung
Marat Chusnullin wurde 1966 in Kasan, in der damaligen Sowjetunion, geboren und ist Tatare. Seite Mutter Rosa verfügt über eine britische Staatsbürgerschaft, und verfügte oft als nominelle Vertreterin über sein Vermögen. Im Jahr 1990 schloss er das Staatliche Finanz- und Wirtschaftsinstitut Kasan mit einem Diplom in Wirtschaftswissenschaften ab. Er setzte seine postgraduale Ausbildung an der Open University im Vereinigten Königreich fort und schloss sie mit einem Diplom in Professional Management ab. Im Jahr 2006 erwarb er einen Doktor in Wirtschaftswissenschaften.

### Karriere in Tatarstan
In Tatarstan arbeitete er für lokale Bauunternehmen und wurde Abgeordneter im Staatsrat von Tatarstan. Von 2001 bis 2010 war Chusnullin Minister für Bauwesen, Architektur, Wohnungsbau und Versorgungswirtschaft der Republik Tatarstan. In dieser Funktion lernte er erstmals Wladimir Putin kennen, was seine spätere Karriere begünstigen sollte.

### Karriere in Moskau

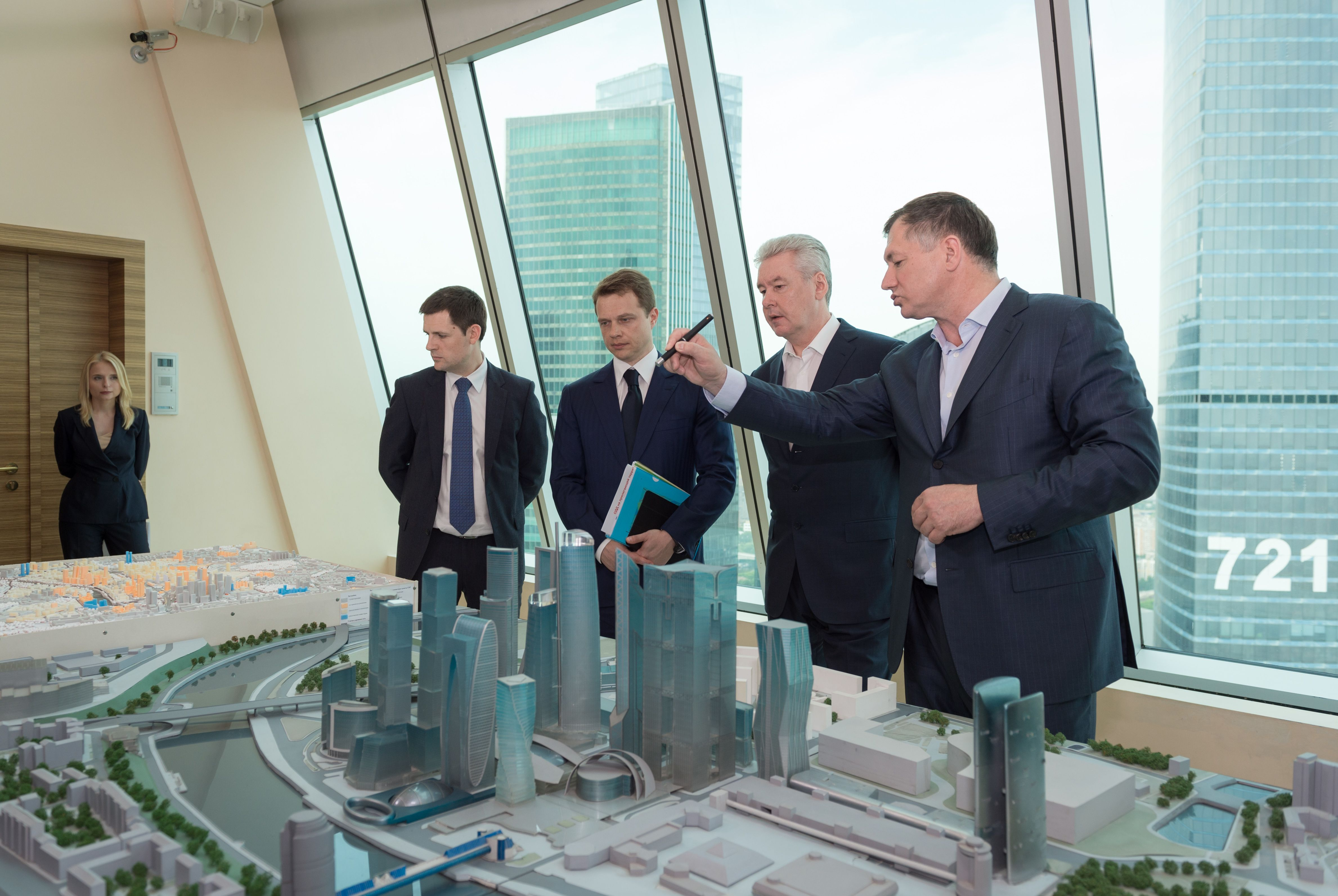
Marat Chusnullin und Sergei Sobjanin in einer Sitzung über den Bau des Geschäftszentrums Moskau City

2010 wurde Chusnullin der stellvertretende Bürgermeister von Moskau, wobei er für zahlreiche Bauprojekte verantwortlich war. Dafür holte er zahlreiche Mitarbeiter aus seiner Zeit in Tatarstan mit nach Moskau. Hier war er u. a. an dem Bau des Geschäftszentrums Moskau City und der Erweiterung der U-Bahn Moskau beteiligt. Er war auch einer der Verantwortlichen für die Renovierung des Olympiastadions Luschniki für die Fußball-Weltmeisterschaft 2022.

### In der Regierung
Am 21. Januar 2020 wurde Chusnullin im Kabinett Mischustin zum stellvertretenden Ministerpräsidenten Russlands mit Zuständigkeit für Bauwesen und regionale Entwicklung ernannt. In dieser Funktion war er für den Wiederaufbau der durch den Russischen Überfall auf die Ukraine zerstörten und durch Russland annektierten Gebiete in der Süd- und Ostukraine zuständig, wobei er häufig in diese illegal annektierten Gebiete reiste. Durch den Krieg stieg er zu einem der wichtigsten Personen in Putins engstem Führungskreis auf, wobei seine „praktische Führung“ und „Unterordnung“ vom Putin-Regime geschätzt werden soll. Er wurde deshalb im Vorfeld der Präsidentschaftswahl in Russland 2024 als einer der Kandidaten für den Posten des Ministerpräsidenten gehandelt.

## Persönliches
Er war bis zu seiner Scheidung am 26. Oktober 2018 mit Lilia Chusnullina verheiratet, die daraufhin ihren Namen in Lilia Kharisowa änderte. Sie haben drei Kinder. Im Mai 2011 wurde seine Tochter Alina Chusnullina bzw. Alina Kireeq Eigentümerin der in den Britische Jungferninseln ansässigen Firma Brenigton Enterprises Limited, die Eigentümerin der in Zypern ansässigen Firma Belasa Ltd. und durch die Beziehungen ihres Vaters zum Moskauer Stroycomplex (Gebäudekomplex) besitzt sie fast 6.000 Hektar landwirtschaftlichen Boden, kontrolliert 29,9 % der Anteile am Hotel Chistopol in Tatarstan, zusätzlich zu den 27,1 % der Anteile ihrer Großmutter Rosa Chusnillina, und ist Mitglied des Aufsichtsrats einer Hotelgesellschaft. Sie und ihr Mann besitzen auch eine Luxuswohnung in Moskau.

## Sanktionen
Im Februar 2022 wurde Chusnullin auf die Sanktionsliste der Europäischen Union gesetzt, weil er „für Handlungen und politische Maßnahmen verantwortlich ist, die die territoriale Unversehrtheit, Souveränität und Unabhängigkeit der Ukraine sowie die Stabilität und Sicherheit in der Ukraine untergraben und bedrohen“.